# Veliko Trgovišće

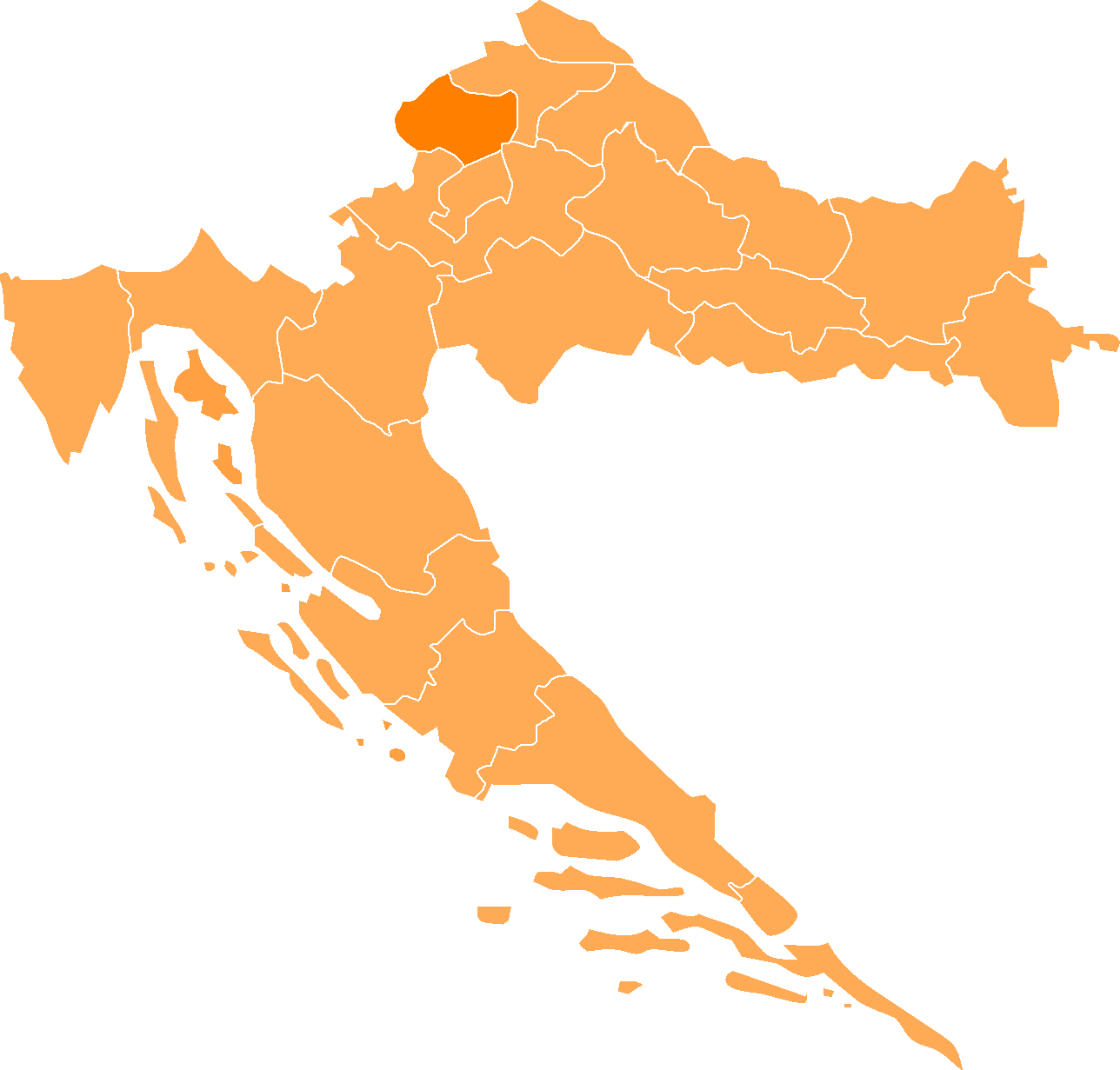
El municipi se situa al comtat de Krapina-Zagorje al nord de Croàcia

Veliko Trgovišće és un poble i municipi del comtat de Krapina-Zagorje a Croàcia situat al sud-oest de la ciutat veïna de Zabok. Segons el cens del 2011, tenia 4945 habitants.

## Història
A finals del segle xix i a principis del XX, Veliko Trgovišće era part del comtat de Varaždin al Regne de Croàcia-Eslavònia.

## Gent
El president croat Franjo Tuđman va néixer a Veliko Trgovišće el 1922, quan era part del Regne dels Serbis, Croats i Eslovens.

## Referències

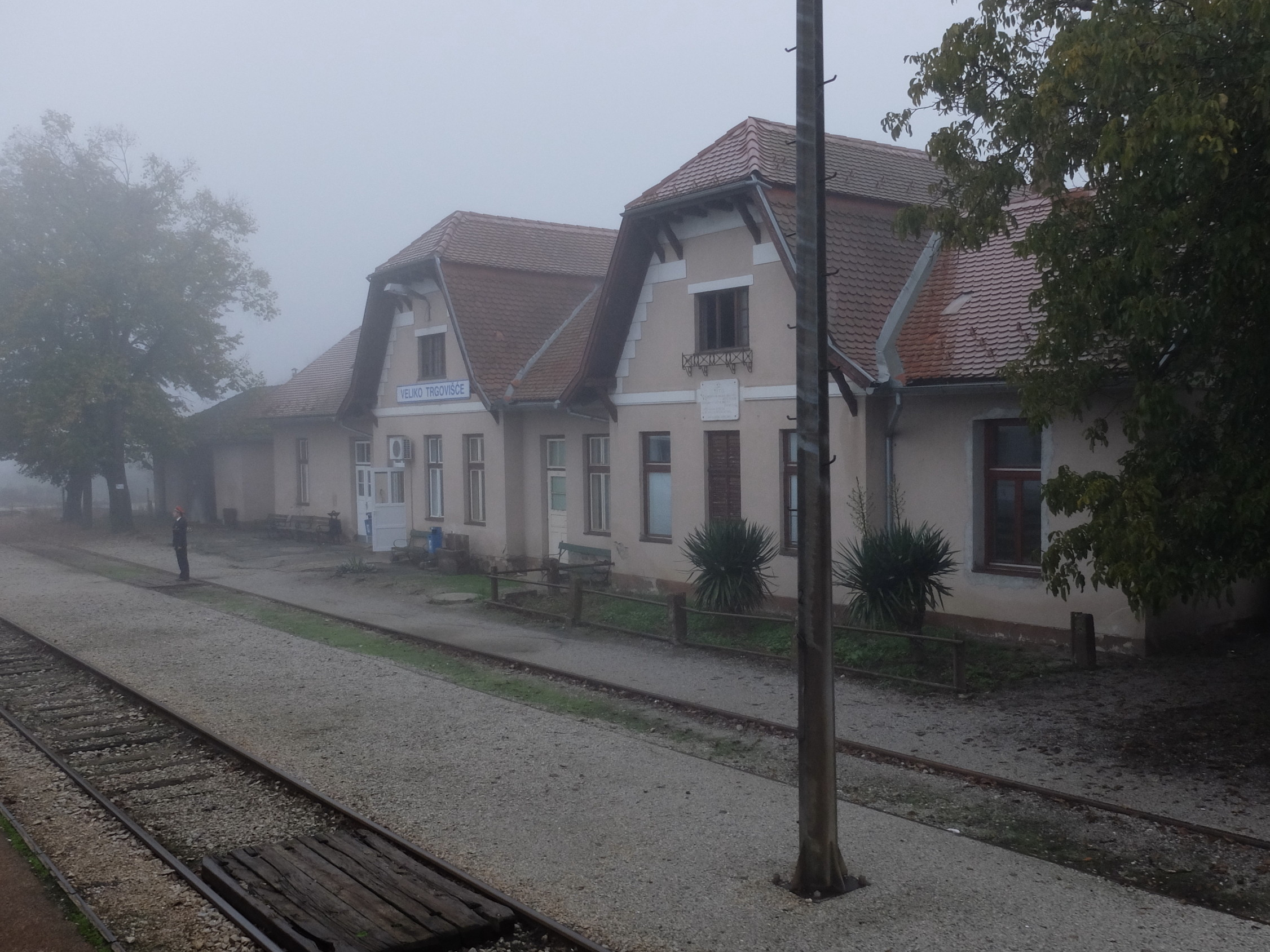
L'estació de tren de Veliko Trgovišće es troba a la ruta R201.